# Phleger Dome
Der Phleger Dome ist ein massiger, kuppelförmiger und 3315 m hoher Berg im westantarktischen Marie-Byrd-Land. Im Watson Escarpment ragt er am nordöstlichen Ende des Stanford-Plateaus auf.
Der United States Geological Survey kartierte ihn anhand eigener Vermessungen und mithilfe von Luftaufnahmen der United States Navy zwischen 1960 und 1963. Das Advisory Committee on Antarctic Names benannte ihn 1967 nach Herman Phleger (1890–1984), Berater von US-Präsident Dwight D. Eisenhower und US-Repräsentant bei den Verhandlungen um den Antarktisvertrag im Jahr 1959.